# Virgilio Ilari

Virgilio Ilari

Virgilio Ilari (geboren 2. November 1948 in Rom) ist ein italienischer Militärhistoriker und Strategieexperte. Er ist der Präsident der Società Italiana di Storia Militare (SISM; Italienische Gesellschaft für Militärgeschichte).

## Leben
Virgilio Ilari wurde 1948 in Rom geboren. Nach seinem Abschluss in Rechtswissenschaften an der Universität Rom widmete er sich der Militärgeschichte.
Er war Professor für Geschichte des römischen Rechts an Universitäten in Rom (1974) und in Macerata (1979), dann Professor für Geschichte der militärischen Institutionen an der Katholischen Universität Mailand (Katholische Universität vom Heiligen Herzen) (1989–2010).
Ilari war als Berater für den italienischen Generalstabschef, das italienische Verteidigungsinstitut für Studien und Forschung (Istituto Studi e Ricerche Difesa; ISTRID), das italienische Institut für internationale Angelegenheiten (Istituito Affari Internazionali; IAI) und die italienische Gesellschaft für internationale Organisation (Società Italiana per l'Organizzazione Internazionale; SIOI) tätig und war außerdem Forschungsdirektor am italienischen Zentrum für Militärstudien (Centro Militare di Studi Strategici; CeMiSS) und Berater der Ausschusses des italienischen Parlaments für Terrorismus und Strategie (Commissione parlamentare sul terrorismo e le stragi). Zurzeit ist er ist Mitglied des Redaktionsausschusses der italienischen Zeitschrift für Geopolitik Limes und arbeitet für Risk.
Er ist Verfasser einer Reihe von verschiedenen Büchern über die italienische Militärgeschichte von den Revolutionskriegen bis zum Königreich Italien.
In jüngster Zeit schenkte er der Stadtbibliothek von Varallo Sesia 25.000 Bände zur Militärgeschichte und seine Sammlung von 42.000 digitalen Büchern der Bibliothek am Guisanplatz in Bern (Schweiz), der Bibliothek des italienischen Senats und der digitalen Bibliothek des Italian Institute of Strategic Studies Niccolò Machiavelli (Italienisches Institut für strategische Studien Niccolò Machiavelli).

## Publikationen (Auswahl)
- Gli Italici nelle strutture militari romane. Giuffré, Mailand 1974.
- Il pensiero militare italiano dal primo al secondo dopoguerra 1919-49, USSME, Rom 1985 (mit Ferruccio Botti).
- L’Esercito pontificio nel 18º secolo fino alle riforme del 1792-93, USSME, Rom 1986.
- La Corona di Lombardia. Guerre ed eserciti nell’Italia del medio Settecento (1733-63). Nuove Ricerche, Ancona 1997 (mit Giancarlo Boeri und Ciro Paoletti).
- Storia militare dell’Italia giacobina 1796-1802, Roma, USSME, 2001 (mit Piero Crociani und Ciro Paoletti), ISBN 88-87940-19-3
- Storia militare del Regno Italico 1802-1814., USSME, Rom 2004, ISBN 978-88-87940-41-1, (mit Piero Crociani und Ciro Paoletti).
- Storia militare del Regno murattiano (1806-1815), Widerholdt Frères, Invorio 2008, ISBN 88-902817-9-0, (mit Piero Crociani und Giancarlo Boeri).
- Il Regno di Sardegna nelle guerre napoleoniche e le legioni anglo-italiane (1799-1815) Widerholdt Freres, Invorio 2008, ISBN 978-88-902817-7-8, (mit Piero Crociani und Stefano Ales).
- Le Due Sicilie nelle guerre napoleoniche (1800-1815), Roma, USSME, 2008 (mit Piero Crociani und Giancarlo Boeri), ISBN 978-88-87940-93-0.
- Storia del servizio militare in Italia. (1989–1991, 5 Bde.)